# Авраамовская
Авраамовская (бел. Аўраа́маўская) — остановочный пункт Гомельского отделения Белорусской железной дороги в Хойникском районе Гомельской области Беларуси. Расположен в деревне Партизанская (бывшая Авраамовская), на линии Василевичи — Хойники, между остановочным пунктом Избынь и остановочным пунктом Осов.

## История
После сдачи в эксплуатацию 23 сентября 1911 года железной дороги Василевичи — Хойники начал работать разъезд, а затем железнодорожная станция Авраамовская. В 1922 году на станции было открыт лесозавод «Красноборский», к 1932 году на нем работало 140 рабочих. В 1934 году рассматривалось переименование станции в Великоборск, по расположенному рядом агрогородку Великий Бор.

## Расписание
Поезда соединяют остановочный пункт Авраамовская с такими станциями и населёнными пунктами как Василевичи, Хойники, Гомель-Пасс.. 
Согласно расписанию, последняя электричка (пригородный поезд) отправляется в 23 ч 34 м до пункта назначения Хойники. Ближайшие станции и остановочные пункты Осов, Избынь.

## Остановочные пункты
| Предыдущая станция | Белорусская железная дорога | Следующая станция |
| ------------------ | --------------------------- | ----------------- |
| Избынь             | Василевичи — Хойники        | Осов              |